# Pfaffenberg (Wien)
Der Pfaffenberg (auch Pfaffenkogel genannt) ist ein 415 Meter hoher Berg im 19. Wiener Gemeindebezirk Döbling.

## Geographie
Der Pfaffenberg liegt nordöstlich des Neubergs und südlich des Latisbergs im Döblinger Bezirksteil Sievering. Der Berg liegt in einem nordöstlichen Ausläufer der Ostalpen und ist geologisch der Flyschzone zugehörig, die aus Sandstein, Mergel und Tonstein zusammengesetzt ist.

## Geschichte
Der Pfaffenberg wurde erstmals 1340 in Zusammenhang mit seiner Lage in Obersievering urkundlich genannt (ze Obern Sufrigen an dem Pfaffenberge). Der Name stammt vom althochdeutschen Pfaffe.
Am Pfaffenberg liegt der Himmel, früher ein Gutshof und eine Gaststätte (nicht zu verwechseln mit dem Himmelhof in Ober Sankt Veit) und zunächst in geistlichem Besitz, wohl ein alter Himmel-Flurname (‚gewölbte Flur, Kuppe‘). 1784 wurde das Anwesen von Hofrat Binder von Krieglstein erworben, der dort ein kleines Schloss errichten ließ. Sein Nachfolger legte auch einen Park an, der später landwirtschaftlich genutzt wurde.
In einem Wanderführer aus dem Biedermeier, Wien’s Umgebungen auf zwanzig Stunden im Umkreise von Adolf Schmidl aus dem Jahre 1835, wird in einer Beschreibung des Himmels geschrieben:
Der Himmel erfreut sich einer eigenen vortrefflichen Wasserleitung, von Baron Braun 1792 angelegt, vom jetzigen Besitzer mit dem Zuflusse mehrerer Quellen vermehrt. Der Ursprung befindet sich in einer Schlucht zwischen dem Kobenzl- und Lazarus-Berge, die »finstere Gasse« (Fixsterngasse?) genannt, und die Länge der Leitung bis zur Grenze des Himmels beträgt 793 [~1500 m], bis zum großen Teiche aber bei 1000 [~1900 m] Klafter.

## Sehenswürdigkeiten
Heute ist der Himmel vor allem als Ausflugsziel der Wiener beliebt.
- Im 18. Jahrhundert ließ Anton Binder von Kriegelstein (1735–1787) ein Landhaus mit einem dann weithin bekannten Garten, „Am Himmel“, errichten.[2]
- 1854–56 errichtete der Kaufmann Johann Carl Freiherr von Sothen am südlichen Abhang des Berges die Sisi-Kapelle.

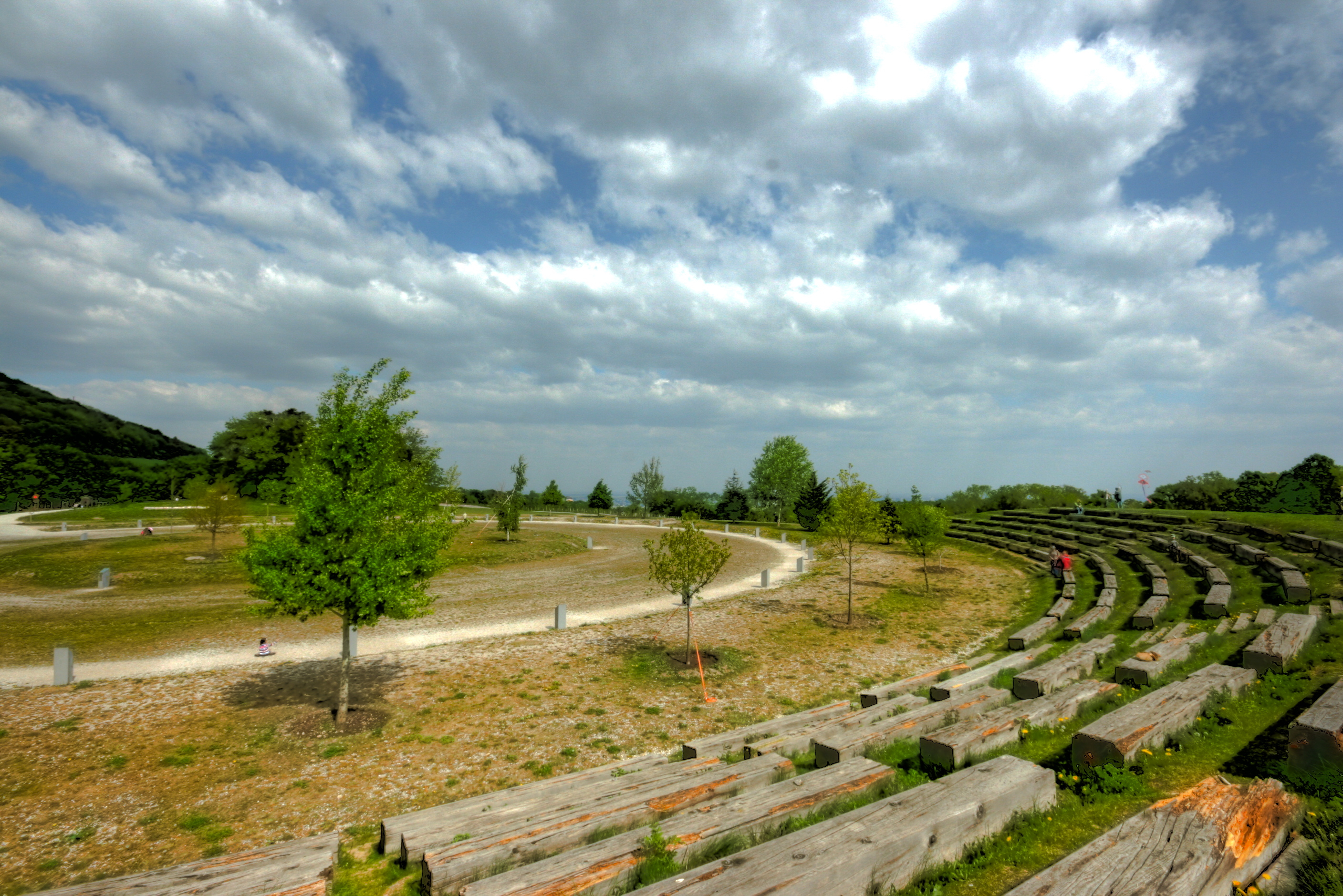
Lebensbaumkreis am Himmel

- LebensbaumkreisLebensbaumkreis am Himmel: 1997 ließ das Kuratorium Wald am Himmel einen sogenannten Lebensbaumkreis errichten. Dieser besteht aus vierzig kreisrund angepflanzten Bäumen, deren (teilweise irriger) botanischer Steckbrief und angebliche Bedeutung für den Menschen im Rahmen des sogenannten keltischen Baumhoroskops jeweils auf einer Beschallungs-Stele beschrieben werden (siehe auch Keltomanie). Der Baumkreis wird im Nordwesten von quadratisch behauenen Baumstämmen umrahmt, die wie ein Segment eines Amphitheaters wirken und als Sitzplätze dienen. Zur wissenschaftlichen Problematik (botanisch und völkerkundlich) dieses „keltischen Baumkreises“ siehe auch bei Birkhan.[3][4] In nächster Nähe befindet sich das „Oktogon am Himmel“, eine oktogonale Holzhütte mit Glasfronten, in der ein kleines Restaurant mit Blick auf die Stadt untergebracht ist.